# Музей советских игровых автоматов
Музей советских игровых автоматов — негосударственный исторический интерактивный музей, в котором собрана коллекция игровых автоматов, выпускавшихся в СССР с середины 1970-х годов. Днём основания музея считается 13 апреля 2007 года. Посетители музея на входе получают 15-копеечные монеты и с их помощью запускают игровые автоматы. Также в стоимость билета входит экскурсия.

## История музея

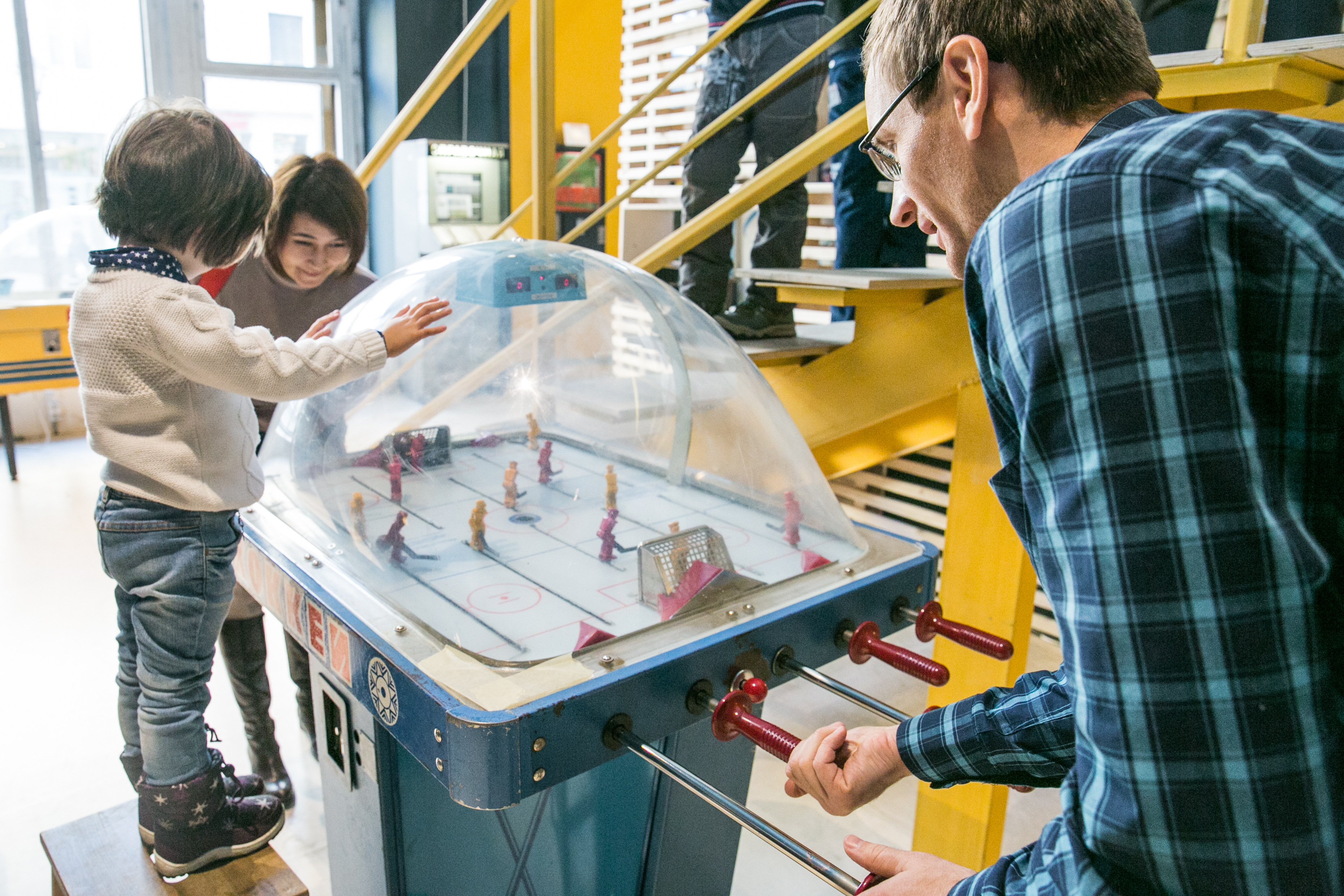
Посетители играют в автомат «Хоккей»

Музей был основан в 2007 году выпускниками Московского политехнического университета Александром Стахановым, Александром Вугманом и Максимом Пинигиным и располагался в подвале-бомбоубежище университетского общежития. На тот момент коллекция музея насчитывала 37 игровых автоматов. Посетить его можно было только по средам и по предварительной договоренности.

Все началось с того, что мы хотели поставить домой автомат «Морской бой», а потом поняли, что это интересно не только нам, но и нашим друзьям.— Александр Стаханов
Первые игровые автоматы основатели музея искали по всей стране на свалках, в заброшенных пионерских лагерях, в парках, домах культуры, кинотеатрах. Несколько автоматов, с которых и началась коллекция, были куплены в парке имени Прямикова на Таганке за 210 рублей. Однако мечта о «Морском бое» так и не осуществилась, поскольку автоматы были некомплектными. Практически все автоматы попадали в музей в нерабочем состоянии, из трех сломанных приходилось собирать один.
В апреле 2010 года музей переехал в здание бывшего цеха фабрики «Рот Фронт» на Малой Ордынке. Музей перешел на ежедневную работу, а коллекция расширилась до 40 видов автоматов.
В августе 2011 года музей переехал на Бауманскую улицу, а экспозиция пополнилась на десяток автоматов.
15 июня 2013 года в Санкт-Петербурге на Конюшенной площади открылся филиал музея. Он расположен в здании, которое в XVIII веке использовалось для хранения экипажей. Во времена Советского союза на этой территории располагались гаражи, ремонтные и производственные мастерские ленинградского таксомоторного парка № 1. В коллекцию филиала входит более 50 действующих игровых автоматов. По данным музея, число посетителей петербургского филиала в 2016 году составило 23 000 человек, что на 9 % больше, чем в 2015 году.
В конце августа 2014 года открылся третий филиал музея — в Казани. Музей находился на Кремлёвской улице. Посетителям было представлено около 40 игровых автоматов. Музей просуществовал недолго — 12 января 2015 года он был закрыт.
С июня 2015-го московский Музей советских игровых автоматов находится на улице Кузнецкий мост. В коллекцию музея входит около 80 игровых автоматов.
В апреле 2017 года музею исполнилось 10 лет.
В июле 2019 года музей переехал в 57 павильон выставочного комплекса ВДНХ по адресу Проспект Мира, 119с57. В настоящее время музей прекратил работу на данной площадке. 
|                  |  |  |  |
| Московский музей |  |  |  |

## Музейная деятельность

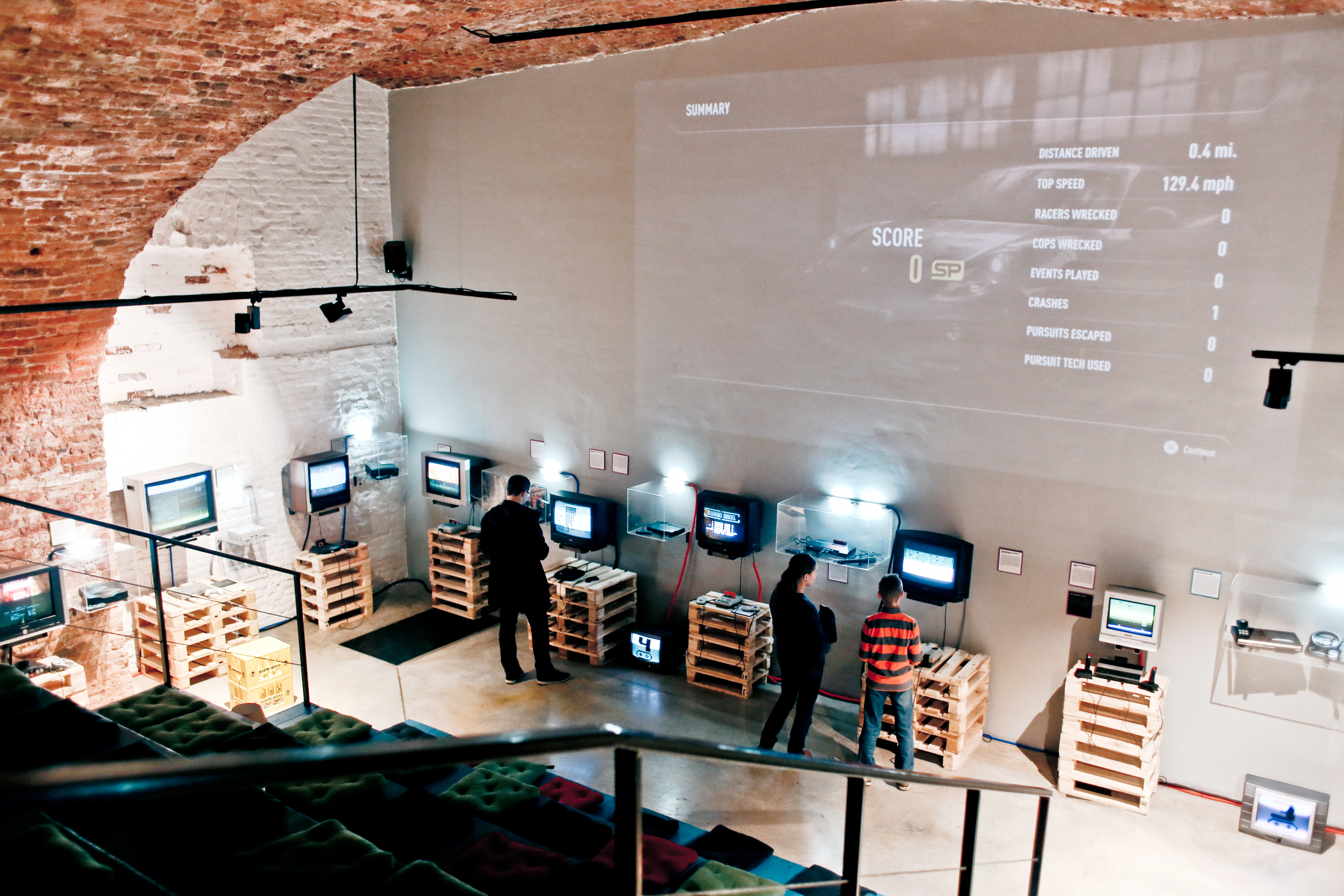
Экспозиция «Музей компьютерных игр» в Музее советских игровых автоматов в Петербурге

В музеях в Санкт-Петербурге и Москве регулярно проходят временные выставки:
- 2015 — выставка вкладышей от жевательной резинки «Валюта детства»[15];
- 2015 — выставка моделей автомобилей «Транспорт 1:43»[16];
- 2016 — выставка плакатов «Эволюция игровых автоматов в рекламной графике. Аркадные машины в контексте арт-дизайна»[17];
- 2016 — выставка «Конёк-горбунок»[18];
- 2017 — выставка советских ёлочных игрушек 1930—1990-х годов «На ёлке»[19][20];
- 2018 — выставка «Нашими глазами: зима в Советском Союзе»[21];
- 2018/19 — выставка «Как пахнет советское детство?»[22].

Дочерний проект основателей Музея советских игровых автоматов — Музей компьютерных игр, созданный в 2014 году, но пока существующий в формате временной выставки. В основе коллекции более 30 оригинальных игровых устройств восьми поколений, большая часть которых — действующие. Собрание пополняется новыми игровыми консолями. Коллекция экспонировалась на ВДНХ, в лофт-проекте «Этажи», в залах петербургского филиала музея.
Музеи участвуют в городских проектах: создают программы для ежегодных детских фестивалей «Музеи, парки, усадьбы» и «Семейное путешествие» в Москве, «Детские дни в Петербурге» и «Большая Регата» в Санкт-Петербурге; принимают участие в акциях «Ночь музеев», «Ночь искусств», «Ресторанный день», социальном проекте «Упсала-Цирк», в международном фестивале музеев «Интермузей». Музейный экспонаты были представлены на фестивалях «ВКонтакте», Geek Picnic, «Дискотека 90-х», «Ретро FM».
Кроме того, в московском и петербургском филиалах регулярно проходят показы старых диафильмов, лекции, турниры по настольному теннису, шашкам, шахматам, мастер-классы и другие мероприятия.

## Коллекция

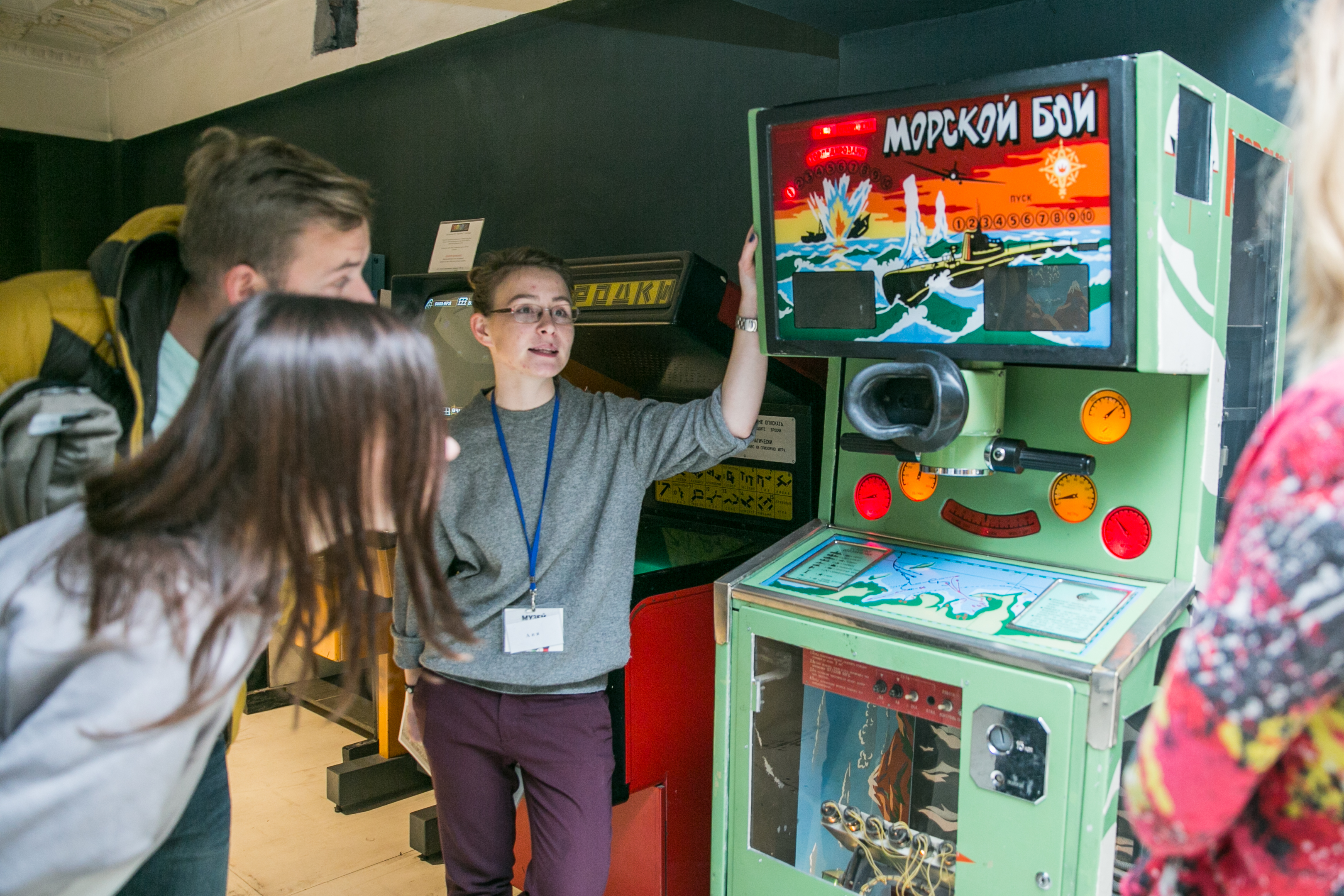
Экскурсовод в московском музее советских игровых автоматов около «Морского боя»

Первые зарубежные игровые автоматы были представлены в 1971 году на Всемирной выставке аттракционов и игровых автоматов «Аттракцион-71», проходившей в Парке Горького. Отечественные образцы появились несколькими годами позже, когда Министерство культуры СССР поручило создание и производство объединению «СоюзАттракцион», распределившему заказы между 22 засекреченными оборонными заводами. Например, игровой автомат «Морской бой» изготавливался Серпуховским радиотехническим заводом. При производстве игровых автоматов применялись самые современные микросхемы, сплавы, пластик, а дизайном игр и автоматов занимались инженеры завода. Однако это было нерациональное производство: инженеры собирали копии зарубежных игровых автоматов исходя из имеющихся деталей, которые зачастую не подходили для этих нужд. Вместо того чтобы использовать один современный процессор, инженеры вынуждены были собирать сложную схему, заменяющую его.
Всего в СССР выпускались около 90 видов игровых автоматов, часть из которых была точной копией западных, однако многие появились непосредственно в Советском союзе. К последним относится, например, автомат «Городки».
В первые годы индустрии аттракционов все игровые автоматы были в собственности у «СоюзАттракциона», которая имела финансовый план на день работы, что порождало возможность коррупции. В начале 80-х годов вместо этого объединения появилась другая структура, занимающаяся только изготовлением игровых автоматов и их продажей. С распадом СССР игровые автоматы выпускать перестали.
На сегодняшний день экспозицию каждого филиала составляет более 50 игровых автоматов. Среди них такие игровые автоматы, как «Морской бой», «Городки», «Снайпер-2», «Магистраль», «Авторалли-М», «Репка», «Баскетбол», «Футбол», «Сафари», «Зимняя охота», «Викторина», «Воздушный бой», «Скачки», «Подводная лодка», «Танкодром», «Дуплет», «Зонд», «Бильярд», «Снежная королева», «Цирк», «Телеспорт», «Обгон», «Вираж», «Кран», «Истребители», «Фортуна» и другие.
Кроме игровых автоматов, в музее представлен автомат с газированной водой, «Справочная», автоматы для размена монет, советский миксер «Воронеж». Самым старым игровым автоматом музея является «Морской бой» 1979 года.
Почти все автоматы принимают 15-копеечные монеты. Монетоприемник сначала проверяет размеры опущенной монеты, а затем по инерции перебрасывает её. Таким образом отсеиваются монеты, сделанные из другого металла и имеющие, соответственно, другую массу и скорость.
|                          |  |  |  |
| Музей в Санкт-Петербурге |  |  |  |

## Награды
- 2016 — Лучшая организация в сфере интерактивного молодежного досуга[33];
- 2017 — Лучший специализированный музей[34];
- 2017 — Победитель Всероссийского фестиваля музейных мультимедиа «Музейный Гик» в номинации «Игры и викторины»[35].

## Адреса
|  | Московский музей    | Москва, Ул. Рождественка, д.12          | станция метро Кузнецкий мост                                       |
|  | Московский музей    | Москва, Проспект Мира, 119с57           | В настоящее время музей прекратил работу на данной площадке.       |
|  | Петербургский музей | Санкт-Петербург, Конюшенная площадь, 2В | Здание XVIII века, входящее в комплекс построек Конюшенного двора. |